# Valerian Sidamon-Eristavi
Valerian Sidamon-Eristavi (Kvareli, 20 juni 1889 - Tbilisi, 29 juni 1943) was een Georgisch kunstenaar. Hij was kunstschilder, decorontwerper, grafisch ontwerper, karikaturist en filmregisseur. Zijn stijl ontwikkelde zich van traditioneel naar expressionistisch. Hij had de kunstregie over 35 films.

## Biografie
Toen Sidamon-Eristavi werd geboren, maakte Georgië nog deel uit van het Russische Rijk. Van 1909 tot 1915 studeerde hij in Moskou aan een academie voor schilderkunst, beeldhouwkunst en architectuur. Bij terugkeer ging hij aan het werk als tekenaar van spotprenten voor de krant Sakartvelo. Daarnaast ontwierp hij voor boeken.
In 1917, het jaar van de Russische Revolutie, reisde hij naar Erzurum in het noordoosten van Turkije dat toen nog werd gevormd door het Ottomaanse Rijk, voor het tekenen van schetsen en typetjes. Daarnaast maakte hij in deze jaren een aantal schilderijen in de traditionele Georgische stijl van de 19e en 20e eeuw. Ook wordt zijn werk van deze periode wel vergeleken met de Russische stijl van die periode, met als verschil dat hij zich niet richtte op het sociale conflict dat er speelde. Evenmin voegde hij religieuze of nationalistische elementen toe aan zijn werk.
In de jaren twintig kende zijn werk een expressionistische wending, met tragiek, drama en metaforen. Hij voerde in deze jaren de kunstregie uit voor zowel theater als film en werkte in een aantal gelegenheden samen met Kote Mardzjanisjvili. Onder meer aan de film De Grootmoeder, waaraan ook Irakli Gamrekeli werkte. Het groteske expressionistische karakter van delen van de film wordt niettemin toegerekend aan het aandeel dat Sidamon-Eristavi erin had. Van 1922 tot 1935 had hij de kunstregie over bij elkaar 35 films.
Vanaf de tweede helft van de jaren dertig bestonden zijn werkzaamheden vooral uit het geven van les.

## Galerij

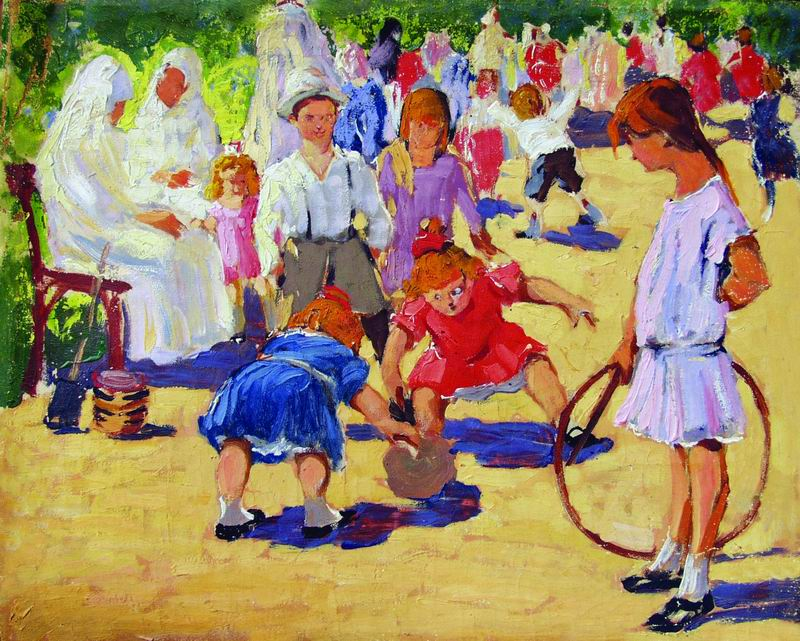
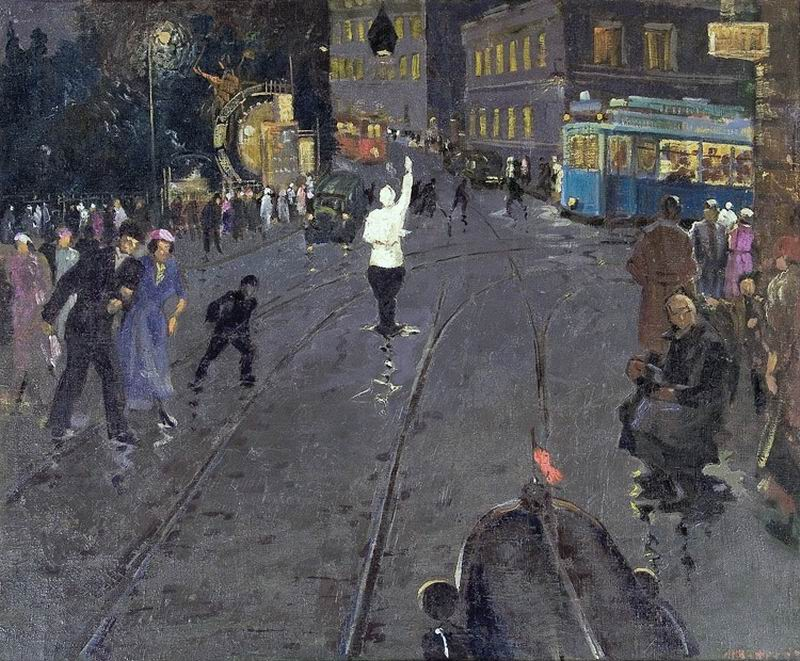
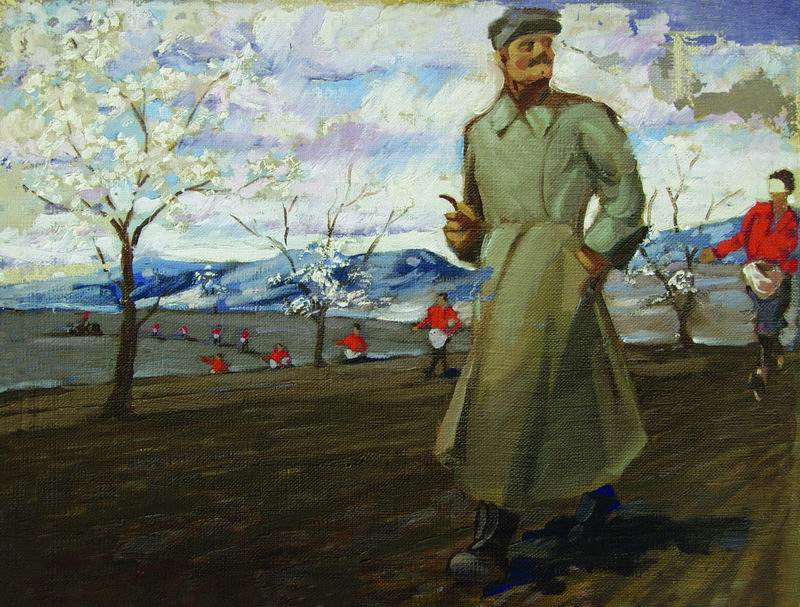
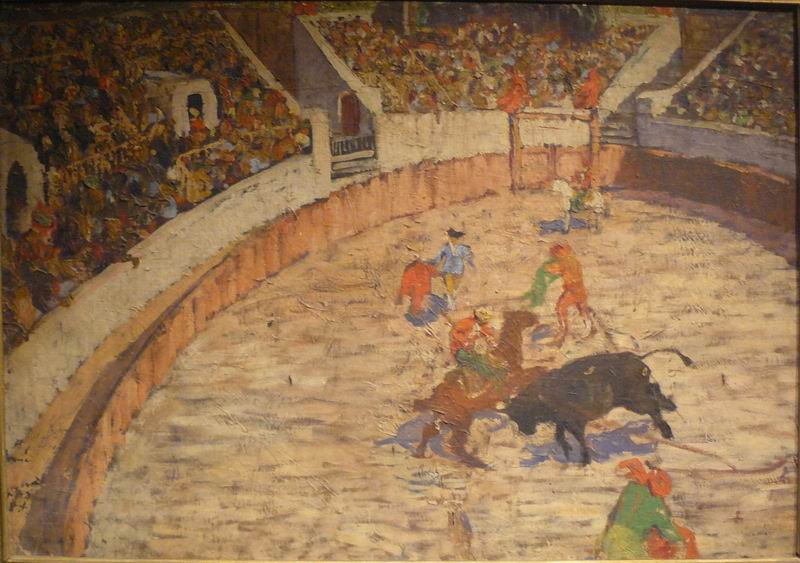
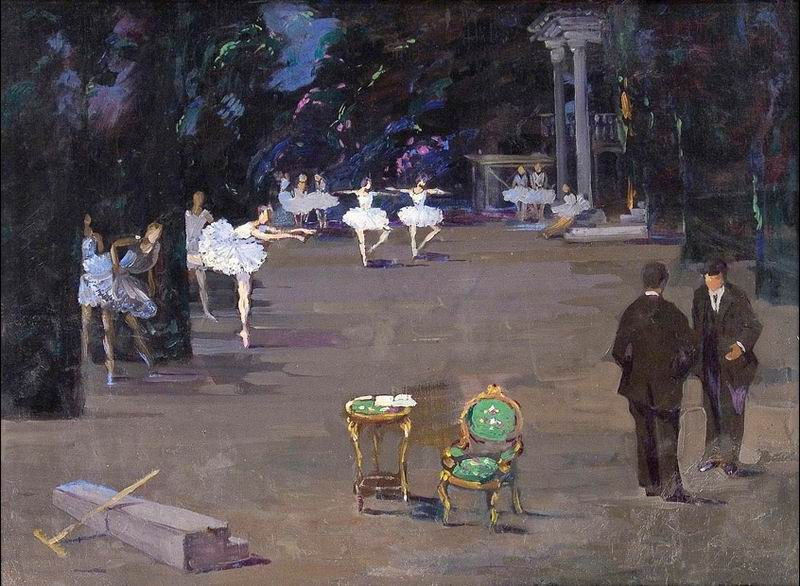
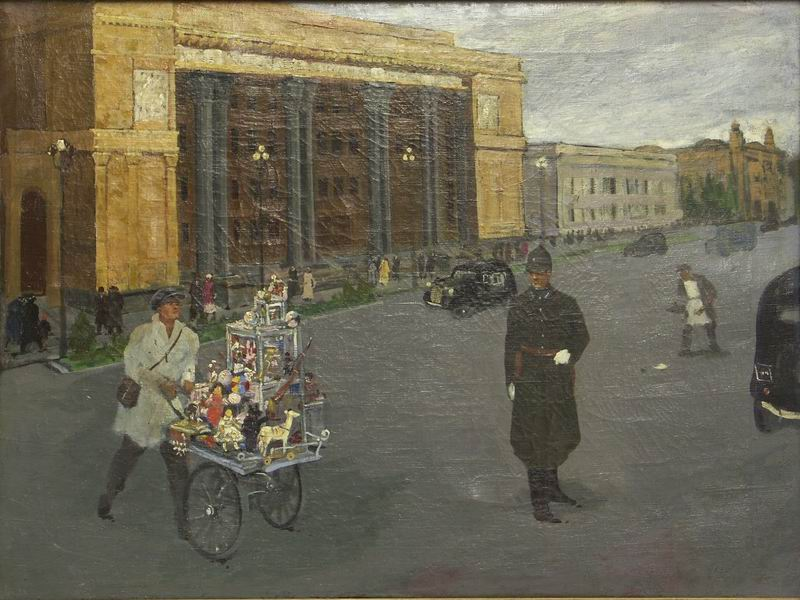

- Gemeinsame Normdatei: 1073773639
- International Standard Name Identifier: 0000 0004 2022 6920
- Library of Congress Control Number: n2013062560
- Virtual International Authority File: 305360610
- WorldCat: E39PBJjtf8qr8Vhh6Tm3hrpwYP